# Municipio de Jackson (condado de Knox)
El municipio de Jackson (en inglés: Jackson Township) es un municipio ubicado en el condado de Knox en el estado estadounidense de Ohio. En el año 2010 tenía una población de 988 habitantes y una densidad poblacional de 16,14 personas por km².

## Geografía
El municipio de Jackson se encuentra ubicado en las coordenadas 40°16′43″N 82°14′1″O / 40.27861, -82.23361. Según la Oficina del Censo de los Estados Unidos, el municipio tiene una superficie total de 61.21 km², de la cual 61,13 km² corresponden a tierra firme y (0,14 %) 0,08 km² es agua.

## Demografía
Según el censo de 2010, había 988 personas residiendo en el municipio de Jackson. La densidad de población era de 16,14 hab./km². De los 988 habitantes, el municipio de Jackson estaba compuesto por el 97,27 % blancos, el 0,51 % eran afroamericanos, el 0,1 % eran amerindios, el 0,1 % eran asiáticos, el 0,3 % eran de otras razas y el 1,72 % eran de una mezcla de razas. Del total de la población el 0,91 % eran hispanos o latinos de cualquier raza.